# John Flaxman
John Flaxman (1755-1826) fou un escultor, dibuixant, dissenyador i el principal artista del neoclassicisme a Anglaterra.

## Biografia

### Primers anys
Fill d'un emmotllador de figures de guix, John Flaxman (un nen malaltís amb una curvatura congènita de la columna vertebral) va néixer l'any 1755 a York (Anglaterra). La seua mare va morir quan tenia nou anys i el seu pare va tornar a casar-se. No va poder fruir d'una bona educació i, en gran manera, fou un autodidacta: va prendre delit pel dibuix i el modelatge de l'especialitat de son pare i va estudiar traduccions d'autors clàssics en un esforç per a entendre'ls. Durant la seua jovenesa admirava el pintor George Romney i, entre els de la seua mateixa edat, els artistes William Blake i Thomas Stothard, els quals esdevindrien posteriorment els seus amics més propers.

### Trasllat a Londres
La seua família es va traslladar a Londres (Covent Garden) el 1756 i vers el 1770 va començar a estudiar a l'escola d'art de la Royal Academy of Arts (on conegué i inicià una amistat duradora amb William Blake.) Tot i que va guanyar una medalla d'argent el mateix any que va ingressar a la Royal Academy of Arts, no tots els seus esforços foren reeixits: durant la competició per a aconseguir la medalla d'or de l'Academy l'any 1772, Flaxman va ésser derrotat per un competidor anomenat Engleheart, però, en lloc de desanimar-se, aquest episodi sembla que el va ajudar a curar Flaxman d'una tendència a la vanitat i, també, va cridar l'atenció de Josiah Wedgwood.

### Wedgwood

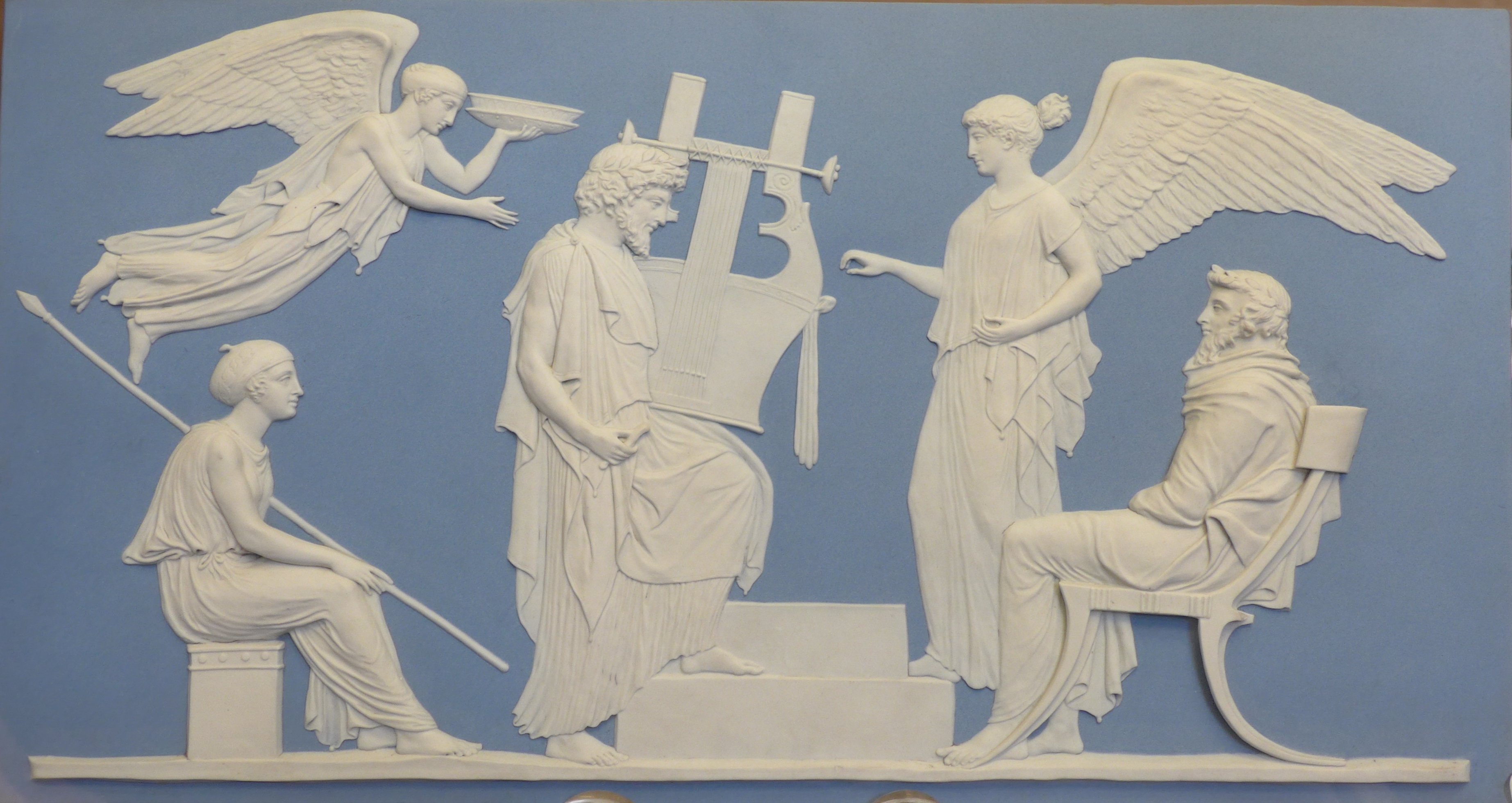
L'apoteosi d'Homer segons un disseny de J. Flaxman (Museu Britànic)

John Flaxman fou, probablement, l'artista més important emprat per Josiah Wedgwood a la seua fàbrica, ja que la seua opinió era cabdal sobre els dissenys de l'empresa (molts dels quals són considerats avui dia els millors treballs de l'empresa Josiah Wedgwood and Sons). Quan tenia 19 anys, Flaxman fou contractat pel ceramista Josiah Wedgwood com un modelista de frisos clàssics i domèstics, plaques, gots ornamentals i retrats de medalló. Els dissenys que va produir per a Wedgwood entre els anys 1775-1787 (relleus decoratius inspirats en gots i atuells grecs i romans) no sols reforçaren el seu interès per l'antiguitat, sinó que desenvoluparen també la seua sensibilitat innata per la línia, que era el màxim do de Flaxman. L'apoteosi d'Homer (ca. 1778) i Heracles al Jardí de les Hespèrides (1785) foren dos dels seus dissenys més reeixits. Flaxman també va produir una àmplia gamma de baixos relleus de mida petita per a l'empresa: Les hores de ball (1776) n'és, potser, el més popular.

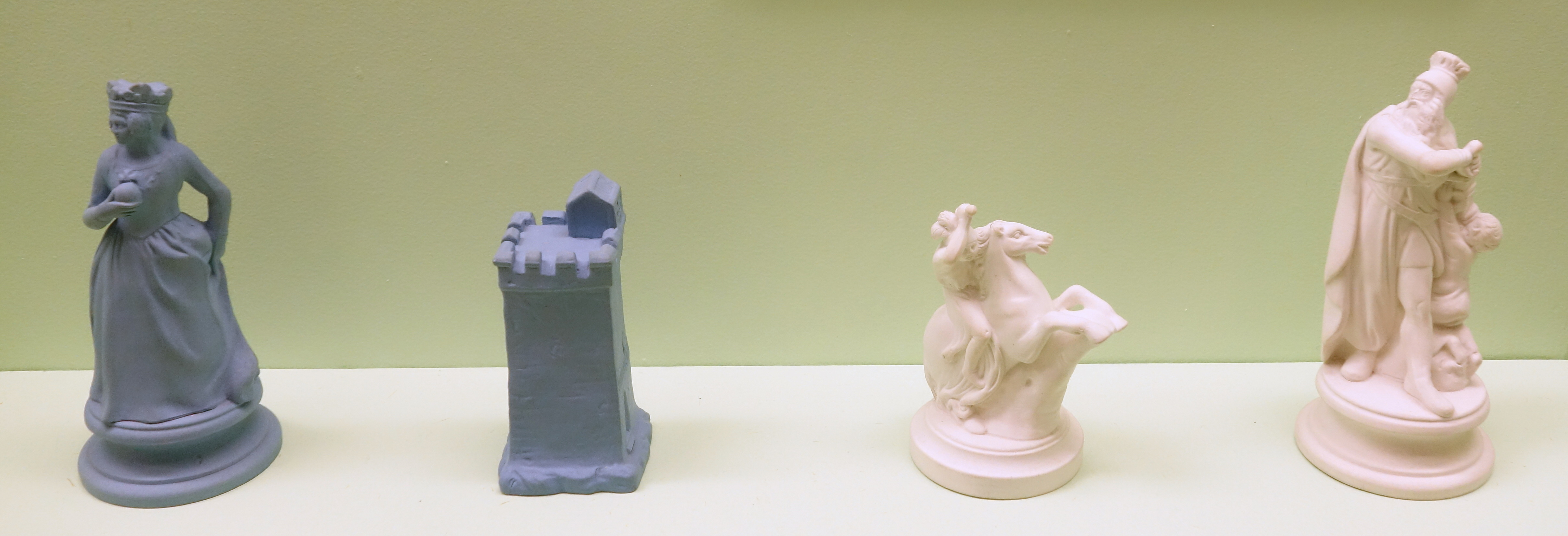
Peces d'escacs dissenyades per John Flaxman el 1783

Alhora, es va anar formant gradualment com a escultor produint excel·lents retrats dels seus temes i proporcionant models per a nombrosos medallons. També va dissenyar la placa commemorativa del Tractat Comercial amb França del 1786, el bust de biblioteca Mercury (1781) -una de les obres més fines eixides de la fàbrica- i una col·lecció de peces d'escacs (1783), la producció de les quals perdurà a la fàbrica durant els 100 anys posteriors al seu disseny.
Flaxman va perfeccionar les seves habilitats en baixos relleus treballant per a Wedgwood i esculpint monuments, com els de Thomas Chatterton (1780) i la Sra. Morley (1784). La seva obra memorial es troba en moltes esglésies d'Anglaterra.

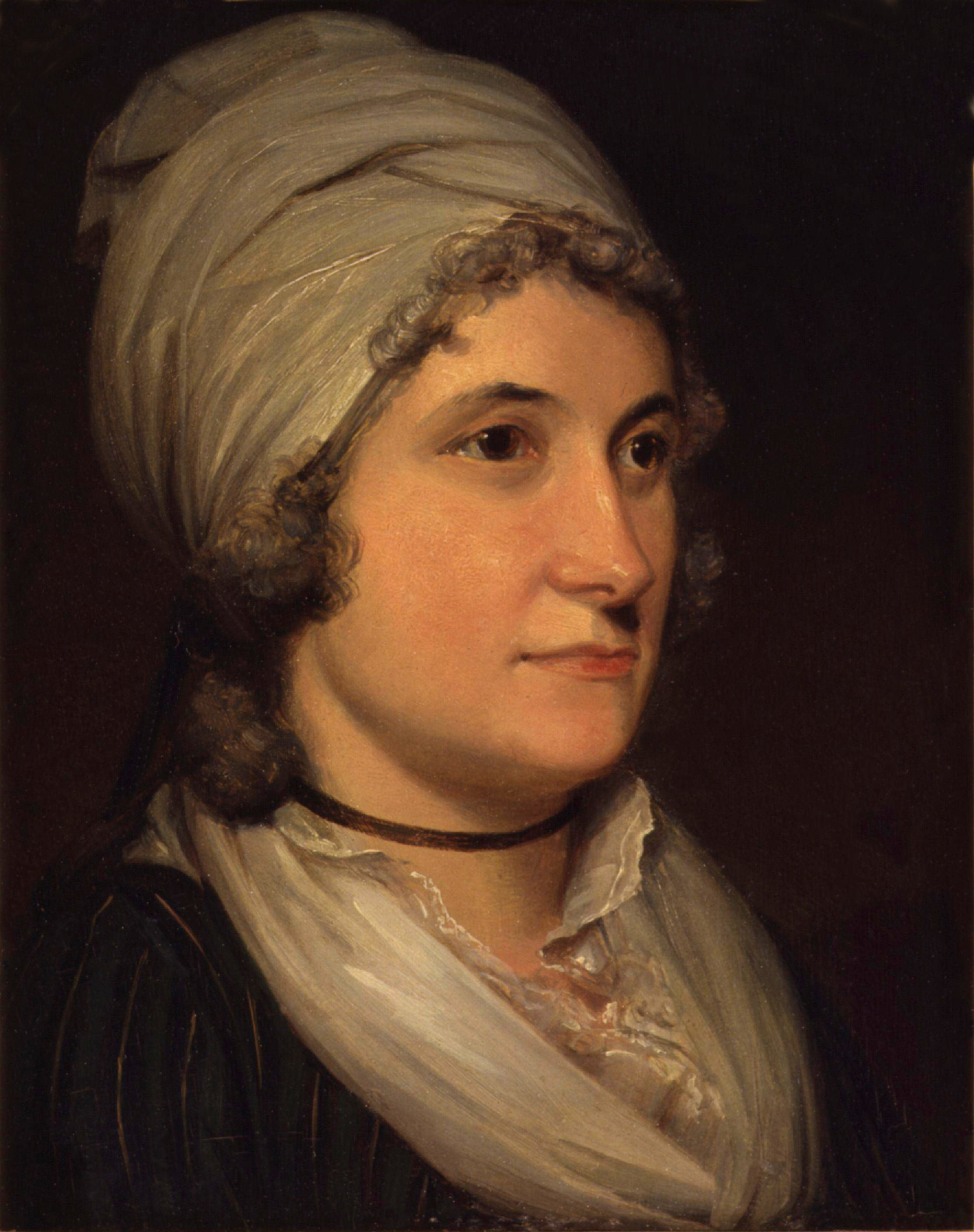
Anne Denman, muller de John Flaxman, per Henry Howard (ca. 1797)

El 1782, Flaxman es va casar amb Anne Denman, qui el va ajudar en la seva carrera. Vivien a Londres i passaven estius amb el poeta Hayley a Eartham. El 1787, es van traslladar a Roma.

### Roma
A la ciutat eterna es van instal·lar a la Via Felice i s'hi van estar set anys. Flaxman, mentre dirigia el taller de Wedgwood, també va estudiar l'antiguitat clàssica i el Renaixement, va ser fortament influït per les teories de Johann Joachim Winckelmann i va realitzar il·lustracions per a la Ilíada i l'Odissea (molt influïdes per la pintura de vasos grega i gravades i publicades a Roma el 1793). Posteriorment, en seguiren il·lustracions per a Èsquil (1795) i Dante Alighieri (1802). Aquests gravats, amb un traç d'excepcional puresa, tingueren diverses reedicions, i li donaren fama internacional gairebé de manera immediata. Les seues darreres il·lustracions per a Hesíode (1817) les gravà Blake.
Existeixen registres de residència de Flaxman a Itàlia en forma de dibuixos i estudis. Va deixar de modelar per a Wedgwood, però va seguir dirigint la tasca d'altres modelistes a Roma. Flaxman tenia la intenció de retornar a Anglaterra després d'una estada d'una mica més de dos anys, però va ésser requerit per una comissió per a un grup de marbre d'Atamant. No va retornar al seu país fins a l'estiu del 1794, després d'una absència de set anys. Durant el seu viatge de tornada, els Flaxman van viatjar a través del centre i del nord d'Itàlia.

### Retorn a Anglaterra

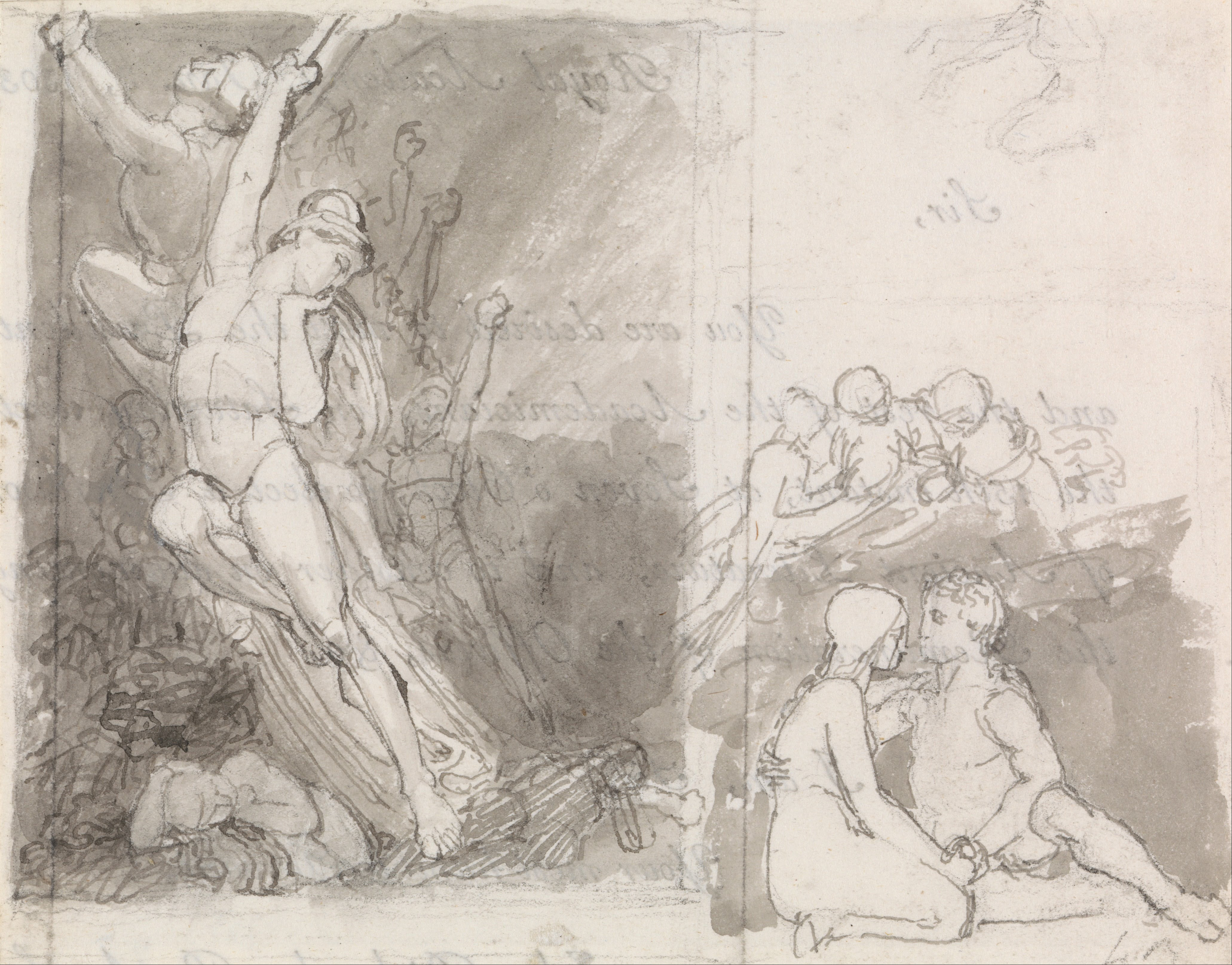
Adam i Eva vigilats pels àngels (una de les il·lustracions per al Paradís perdut de John Milton)

Va tornar a Anglaterra el 1794 amb una reputació ben establerta, es va traslladar a una casa de Buckingham Street (Fitzroy Square) i de seguida va esdevindre un escultor molt actiu: mentre encara era a Roma, ja li havien encarregat el monument per al poeta William Collins (catedral de Chichester, 1795) i un altre monument més important per a lord Mansfield (abadia de Westminster, 1795-1801). Immediatament després de la seua arribada, l'escultor va publicar una enèrgica protesta contra el projecte de Napoleó Bonaparte de bastir a París un gran museu central d'art amb el botí que va espoliar de gairebé tot Europa. El 1797 fou nomenat membre de la Royal Academy of Arts i el 1800 en fou nomenat acadèmic i, posteriorment, catedràtic d'escultura. Va continuar treballant àrduament fent escultures per a monuments, però el seu treball com a il·lustrador va seguir sent prolífic: va il·lustrar poemes de John Milton, va tornar als clàssic il·lustrant Hesíode i algunes altres referències als poemes homèrics. Entre els anys 1802 i 1819 va col·laborar escrivint i il·lustrant articles d'arqueologia i art per a la Rees's Cyclopædia, i el 1810 va arribar a ésser el primer professor d'escultura a la Royal Academy of Arts.
El 1820 va morir l'esposa de Flaxman. La seua cunyada (Maria Denman) i la seua germana (Maria Flaxman) van continuar vivint amb ell, el qual continuava treballant força intensament. El 1822 va pronunciar a la Royal Academy of Arts una conferència en memòria del seu vell amic i col·lega, Antonio Canova (qui havia mort fa poc) i el 1823 va rebre una visita d'August Wilhelm von Schlegel, el qual escrigué un relat sobre la trobada de tots dos.
John Flaxman va morir, als 71 anys, el 7 de desembre del 1826.

## Influències
John Flaxman va ser influenciat per la reacció contra l'estil rococó i les peces arqueològiques clàssiques portades a Gran Bretanya pels viatgers del Grand Tour.

### L'influx de les antigues Roma i Grècia
John Flaxman es va inspirar en les col·leccions d'antiguitats clàssiques que arribaven al Regne Unit, impulsades per aristòcrates. El seu pare, dedicat a la restauració d'aquests objectes, va fomentar el seu interès. Entre 1767 i 1769, Flaxman va exposar models d'antiguitats a la Society of Artists of Great Britain.

### Viatge a Itàlia
Flaxman va viatjar a Itàlia el 1787, on va prosperar com a escultor gràcies a les comandes europees i va poder estudiar les restes arqueològiques descobertes a Roma.

### Narracions llegendàries

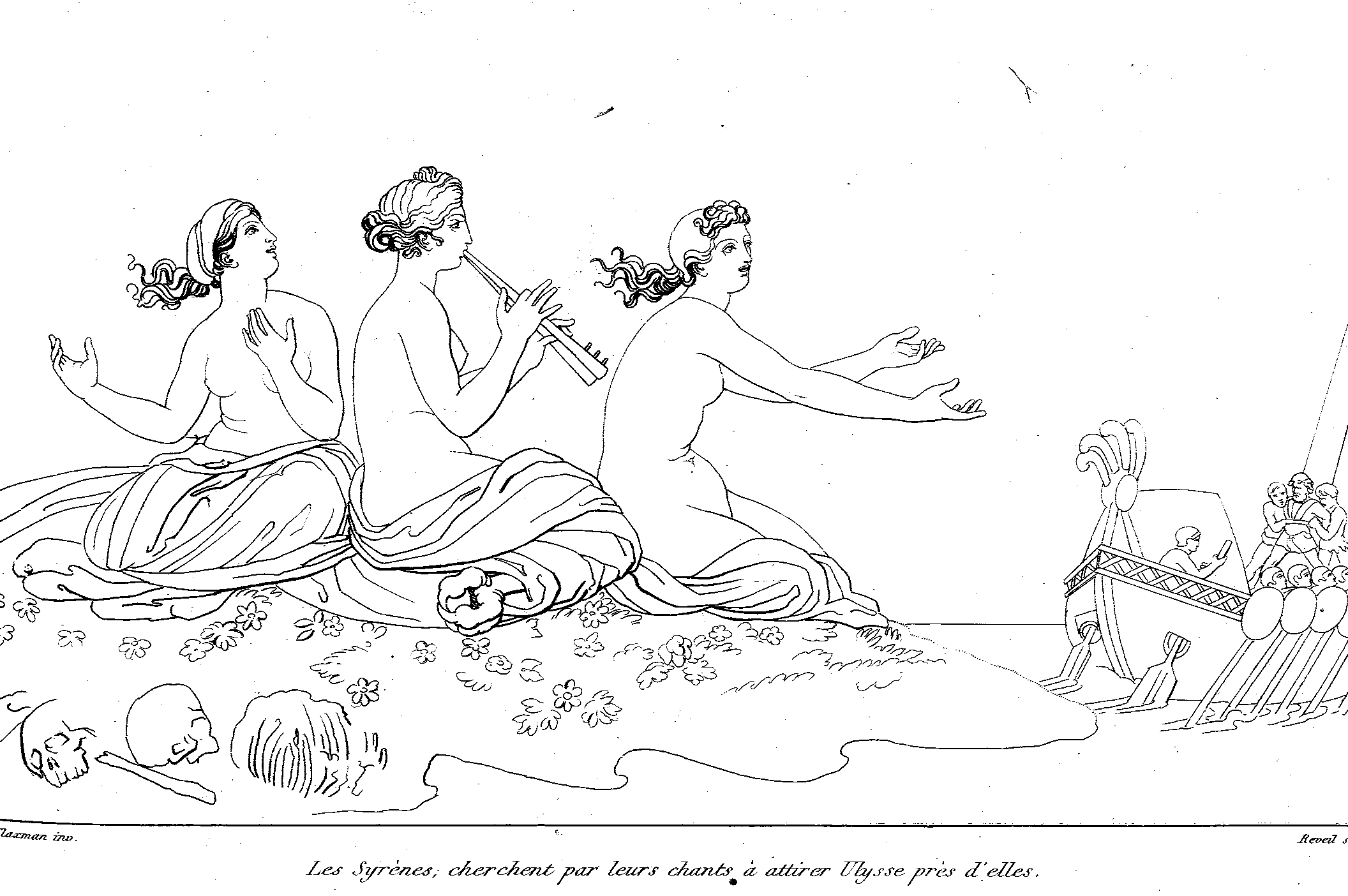
Les Sirenes (una de les il·lustracions de Flaxman per a l'Odissea, 1810)

A Roma il·lustrà la Ilíada, l'Odissea i La Divina Comèdia (totes tres obres literàries havien estat recentment traduïdes a l'anglès per Alexander Pope). En concret, i en el cas de l'obra més important de Dante Alighieri, l'any 1793 Flaxman va crear-ne 110 dibuixos per a Thomas Hope, un aristòcrata anglès que li havia encarregat les il·lustracions. Aquesta col·lecció fou reeditada el 1807 amb el títol Compositions from the Divine Poem of Dante. Aquests dibuixos són coneguts per la seua simplicitat lineal i composició. A diferència de les il·lustracions tempestuoses sobre el mateix tema que va fer Johann Heinrich Füssli, els dibuixos de Flaxman són reminiscències de baixos relleus i no semblen esforçar-se per a capturar la vitalitat i els matisos emocionals de les descripcions del Dant. Encara que les il·lustracions de Flaxman no són tan convincents i captivadores com els gravats de Gustave Doré, van influir en molts artistes posteriors (com ara, William Blake, Bonaventura Genelli, Jacques-Louis David i Anne-Louis Girodet de Roussy-Trioson). David, en particular, admirava la "ingenuïtat sublim" dels dibuixos de Flaxman. Juntament amb altres artistes com Joshua Reynolds, Füssli i Jacques-Louis David, Flaxman forma part d'una llarga llista d'artistes del segle xviii que foren inspirats per la rica imaginació visual de Dante Alighieri.

## Estil
Flaxman fou el representant principal del neoclassicisme a la Gran Bretanya, però el seu classicisme no és fred, gràcies a la forta espiritualitat romàntica que donà a les seves obres: empra un llenguatge artístic tan simple que frega l'abstracció i la seua puresa formal remet a l'art italià dels segles xiv i xv (com ara, Giotto i Cimabue) i a la cerámica grega (els seus dibuixos són plans amb perfils remarcats tal com es feia a la ceràmica antiga).
Flaxman utilitza composicions equilibrades i figures realistes per crear una narració visual entre imatge i text. Les seves il·lustracions del poema d'Homer, influïdes per l'estètica grega, transmeten drama i moviment mitjançant escorços elegants i una estilització senzilla, tot i ser treballs inacabats.

## Llegat
La seua ingent producció com a realitzador de monuments inclogué grans grups amb escultures exemptes (Lord Nelson, catedral de Saint Paul, 1809). De tota manera, la seua obra més característica apareix en monuments més senzills i petits, de vegada tallats en baix relleu, que, si bé no presenten una imatgeria cristiana, sí que estan imbuïts d'un fort sentiment cristià. En aquestes obres deixà via lliure al seu talent per al disseny lineal. La seua reputació entre els escultors neoclàssics tan sols la superaren Antonio Canova i, possiblement, Bertel Thorvaldsen. Fou un dels primers artistes anglesos a fer-se famós fora del seu país, tot i que la seua reputació i influència es basaven principalment en gravats dels seus dibuixos més que no pas en la seua escultura. La University College de Londres té una gran col·lecció de dibuixos i models de Flaxman, i en esglésies d'arreu d'Anglaterra es poden trobar mostres dels monuments que realitzà.

## Obres destacades

### Escultura
- Bust d'Alexandre Monro (Universitat d'Edimburg)
- Medalló de sir Joshua Reynolds (Nottingham Museum and Art Gallery, Nottinghamshire, Anglaterra)
- Monument a Charles Colmore i la seua muller Mary Anne (St Mary, Hendon, Middlesex, Anglaterra)
- Monument a la comtessa Spencer (Great Brington, Northamptonshire, Anglaterra)
- Monument a George Steevens (Londres)
- Monument a Sophia Hesketh (St Mary, Lancashire, Anglaterra)
- Monument al Reverend John Courtail (St Bartholomew, Burwash, Sussex, Anglaterra)
- Monument a William Bingham (abadia de Bath, Bath, Somerset, Anglaterra)
- Medalló de Sir Joseph Banks (ca. 1775, Museu Wedgewood, Barlaston, Anglaterra)
- Les hores de ball (1776, Wedgwood Museum, Stoke-on-Trent)
- L'apoteosi d'Homer (ca. 1778, Museu Wedgewood, Staffordshire, Anglaterra)
- Monument a la família Sebright (1782, Flamstead, Hertfordshire, Anglaterra)
- Monument a Sarah Morley (1784, catedral de Gloucester, Gloucester, Anglaterra)
- Autoretrat (1787-1794, Museu Wedgewood, Barlaston, Anglaterra)
- Medalló de Sir William Herschel (ca. 1788, Museu Wedgewood, Barlaston, Anglaterra)
- Cèfal i Aurora (1790, Lady Lever Art Gallery, Liverpool)
- La Fúria de Athamas  (1794)
- Composicions segons les tragèdies d'Èsquil (1794, Royal Academy of Arts, Londres)
- Monument a William Collins (1795, catedral de Chichester, Chichester, Anglaterra)
- Model per a un monument a Abraham Balme (ca. 1796, Bradford College)
- Monument a Agnes Cromwell (1797-1800, catedral de Chichester)
- Monument a John Sibthorp (1799, abadia de Bath, Bath, Somerset, Anglaterra)
- Monument a William Cowper (1800, Dereham, Norfolk, Anglaterra)
- Monument a Joseph Warton (ca. 1800, catedral de Winchester, Winchester, Anglaterra)
- Monument a William Murray (1801, Abadia de Westminster, Londres)
- Bust de Henry Philip Hope (ca. 1801-1803, Museu Thorvaldsen, Copenhaguen, Dinamarca)
- Monument a l'almirall Earl Howe (1803, creuer sud de la catedral de Saint Paul, Londres)
- Bust de John Hunter (1805, Col·legi Reial de Cirurgians d'Anglaterra, Londres)
- Mercury Descending with Pandora (ca. 1805, Ny Carlsberg Glyptotek, Copenhaguen)
- Model de l'estàtua de Joshua Reynolds (1807, catedral de Saint Paul, Londres)
- Monument a Lord Nelson (1808-1818, creuer sud de la Catedral de Saint Paul, Londres)
- Frisos (bandes ornamentals) (1809, Royal Opera House, Covent Garden, Londres)
- Relleu (1809, Royal Opera House, Covent Garden, Londres)
- Estàtua de Sir Joshua Reynolds (1813, catedral de Saint Paul, Londres)
- Monument a George John Frederick, Duc de Dorset (ca. 1815, St Michael's Church, Withyham, East Sussex, Anglaterra)
- Tomba de Harriet Susan, vescomtessa Fitzharris (ca. 1815, priorat de Christchurch, Dorset, Anglaterra)
- Monument a John Lió (1815, St Mary's School, Harrow on the Hill, Gran Londres)
- Sir John Moore (1819, George Square, Glasgow)
- Pastoral Apollo (1824, Petworth House, Petworth)
- Monument a John Philip Kemble (1826, transsepte nord de l'abadia de Westminster, Londres)[15][13][16]

### Dibuix
- Les noces de Cupido i Psique (1776, Lady Lever Art Gallery, Liverpool)
- Odisseu a l'inframon (1792, Royal Academy of Arts, Londres)
- Infern (1793, Biblioteca Nacional de França, París)
- La lluita pel cos de Pàtrocle (1793, Royal Academy of Arts, Londres)
- La Ilíada (1793, Royal Academy of Arts, Londres)
- Júpiter i Tetis  (1805, Royal Academy of Arts, Londres)
- L'Odissea d'Homer (1805, Tate Britain, Londres)
- El poema diví de Dante Alighieri (1807, Tate Britain, Londres)[13][16]

## Galeria d'imatges

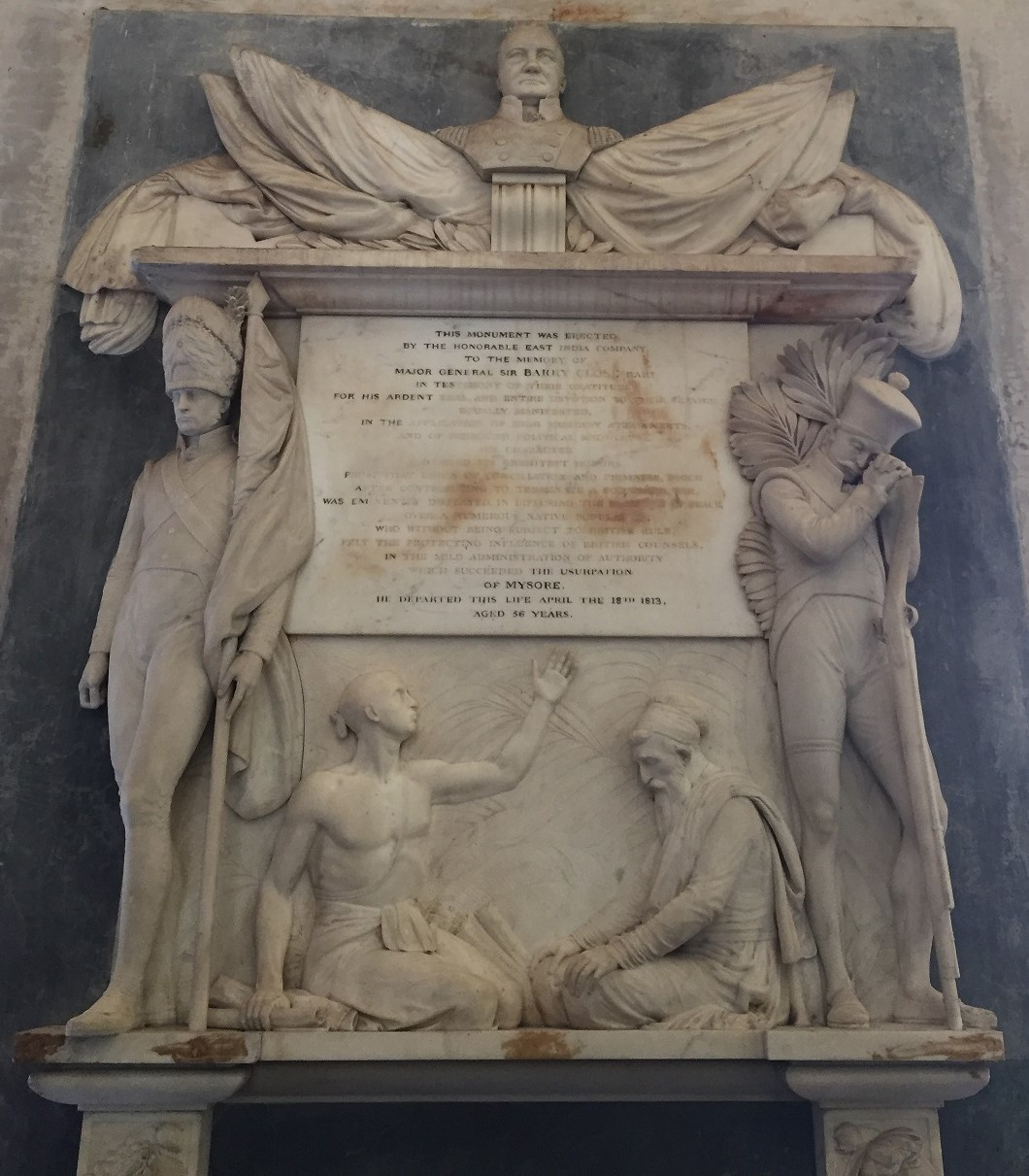
Monument a la memòria de Barry Close (St. Mary's Church, Chennai, Tamil Nadu, l'Índia)
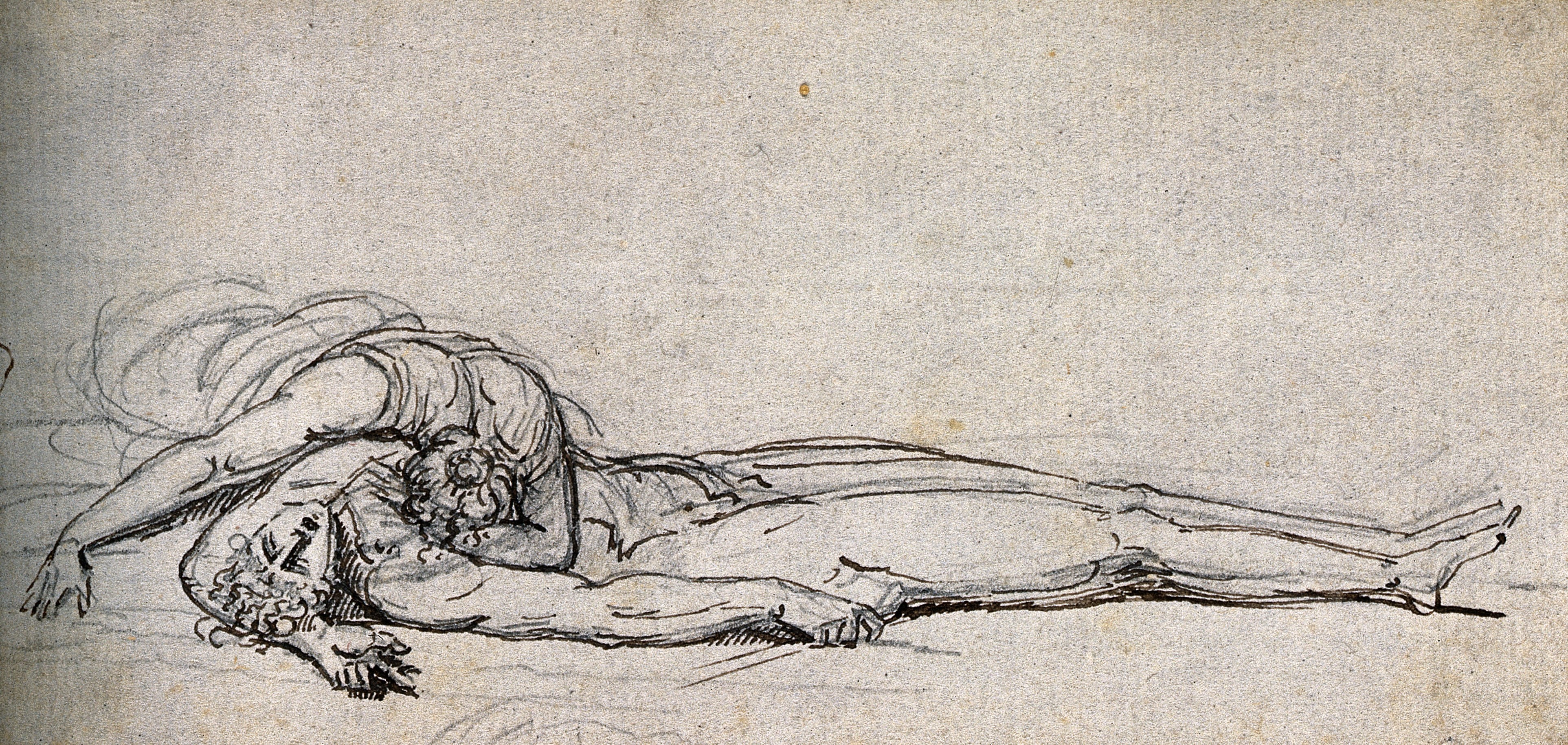
Una dona plorant sobre el seu amant mort (ca. 1793)
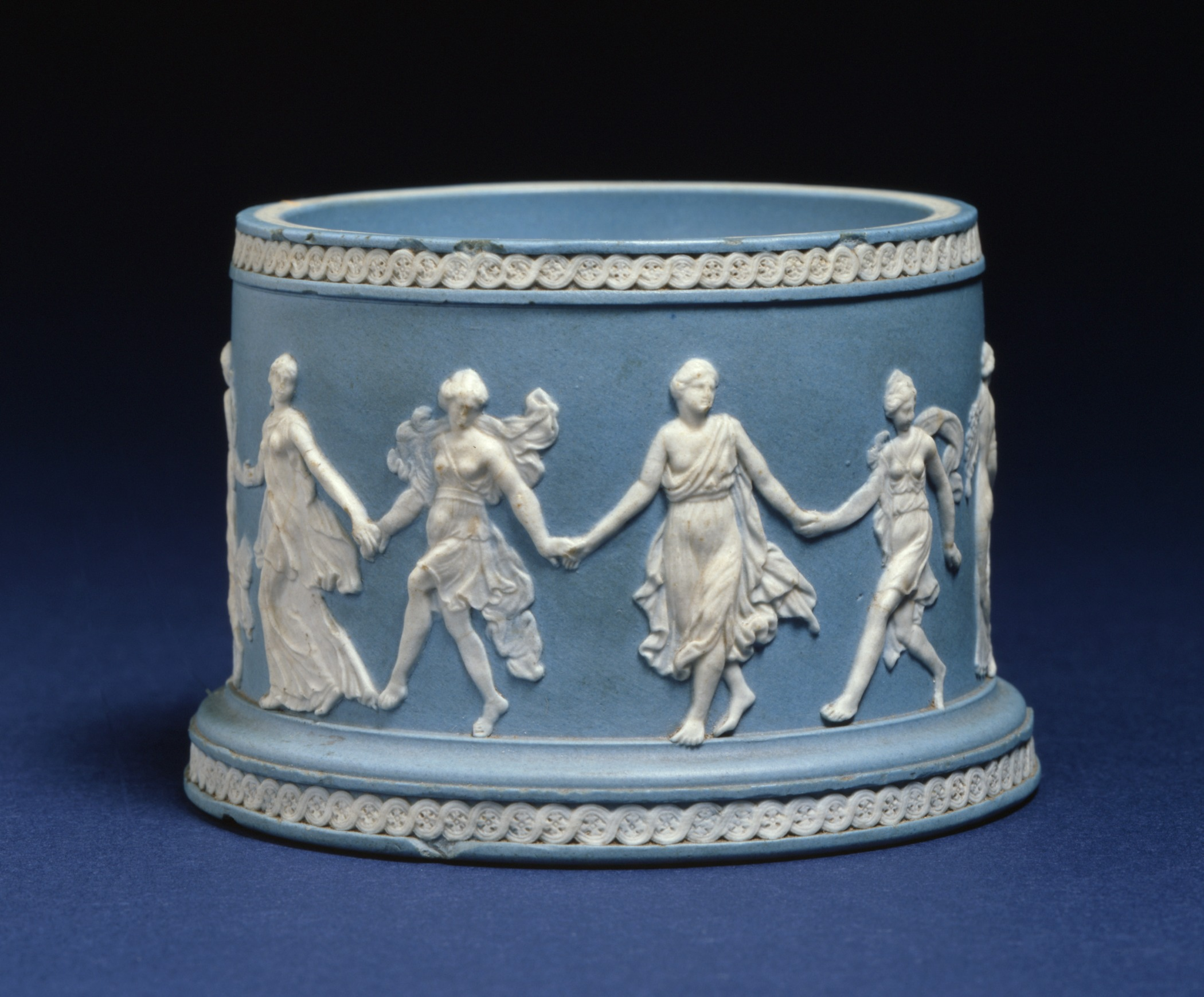
Les hores de ball (1776)
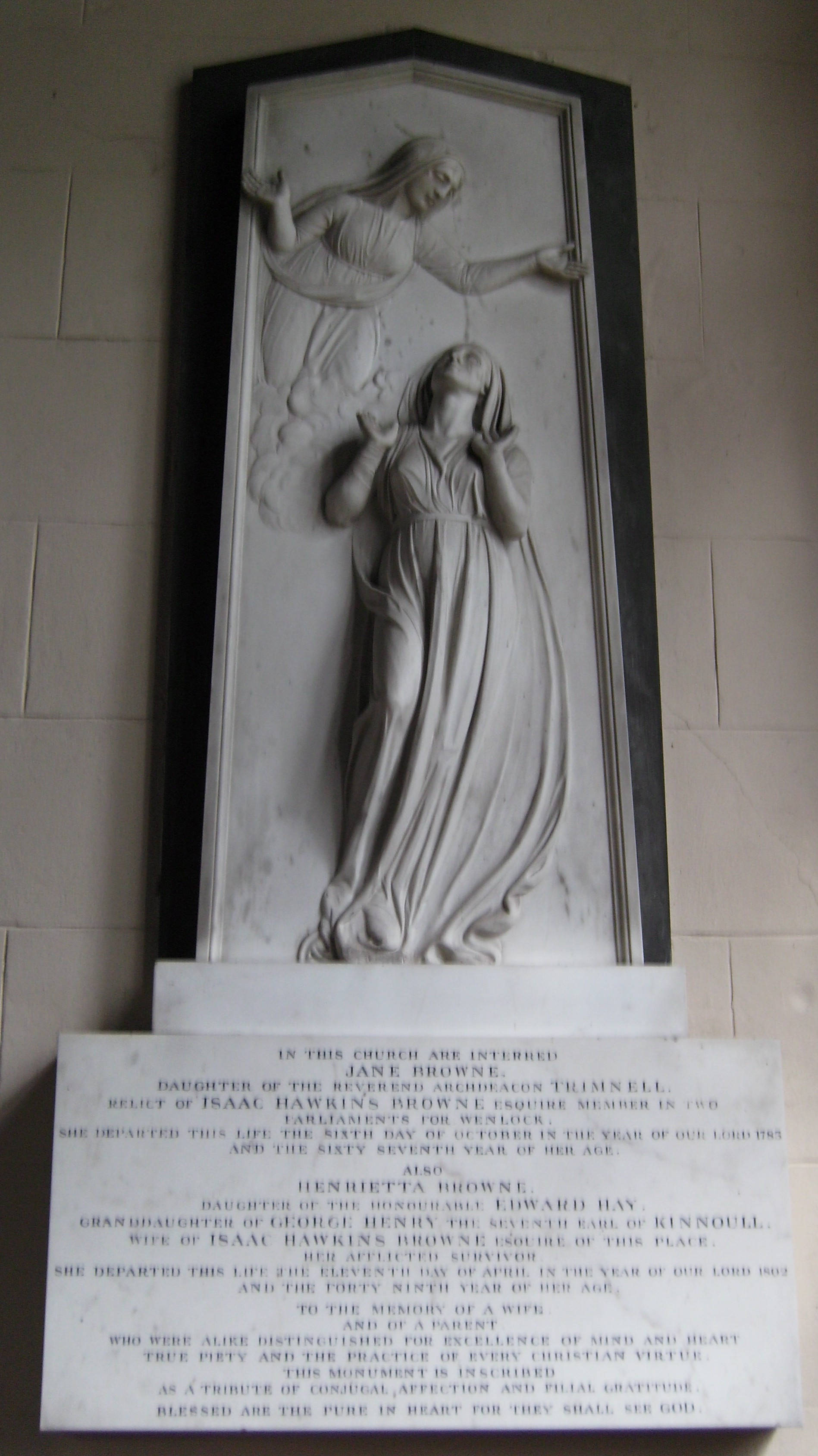
Monument a la memòria de Jane i Henrietta Browne (Badger, Shropshire, Anglaterra)
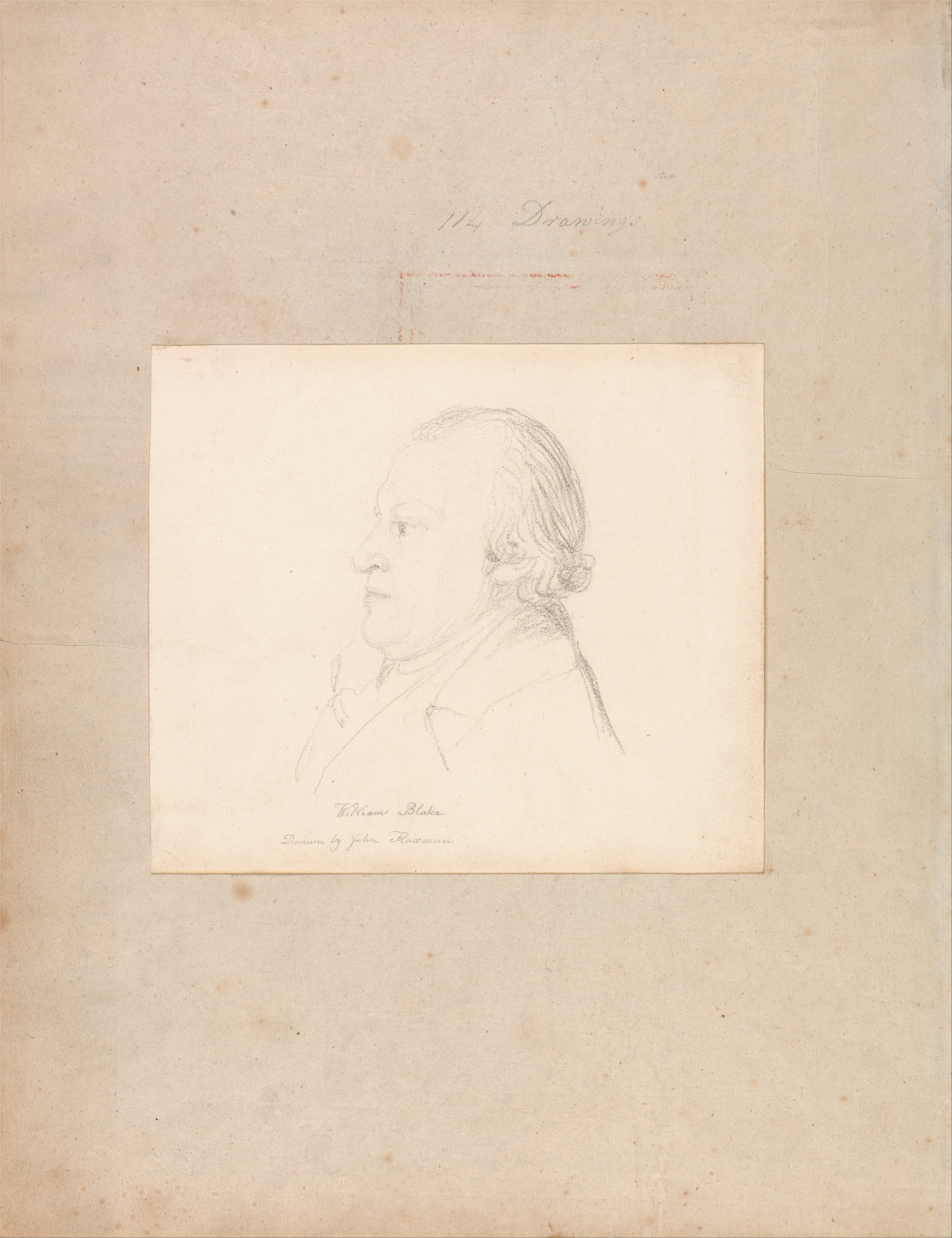
Retrat de William Blake (cap al 1804)
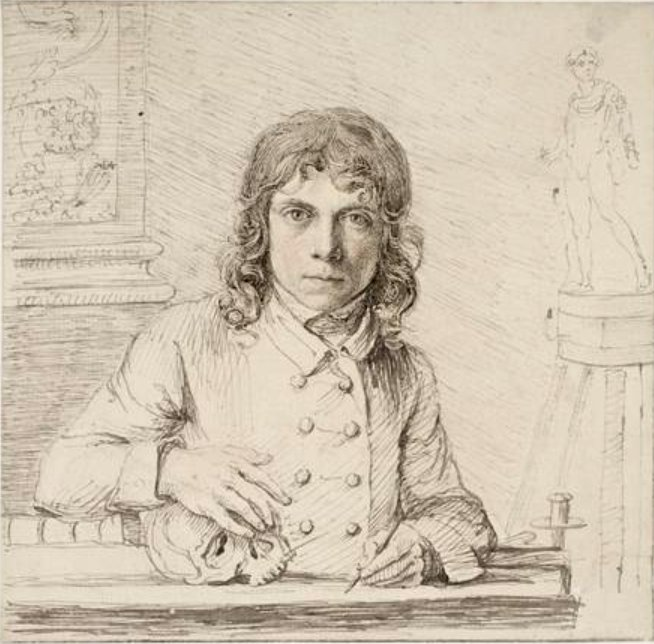
Autoretrat de John Flaxman (1779)
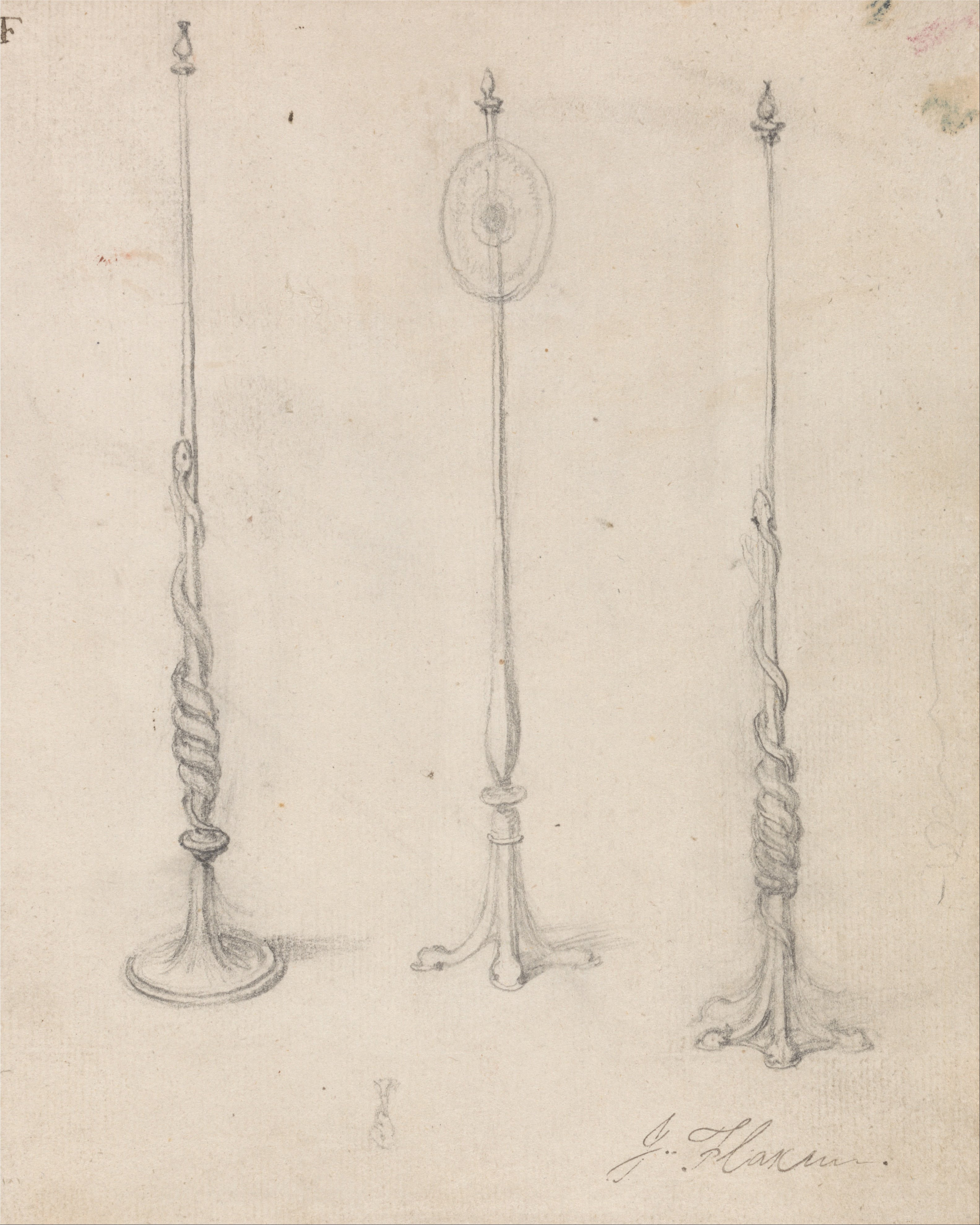
Estudi de tres candelers (Yale Center for British Art, New Haven, Connecticut)
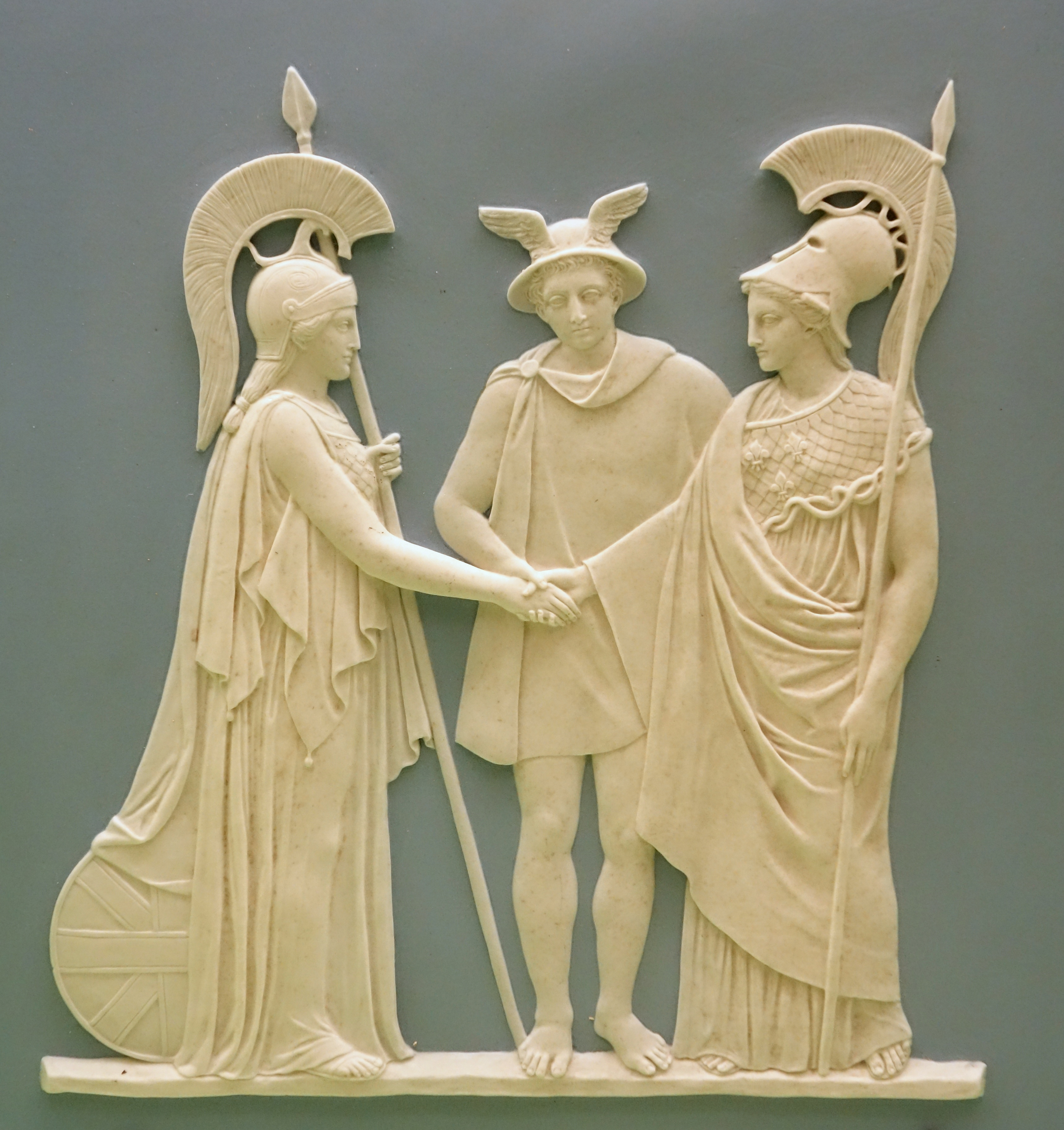
Placa commemorativa del Tractat Comercial amb França del 1786 dissenyada per Flaxman
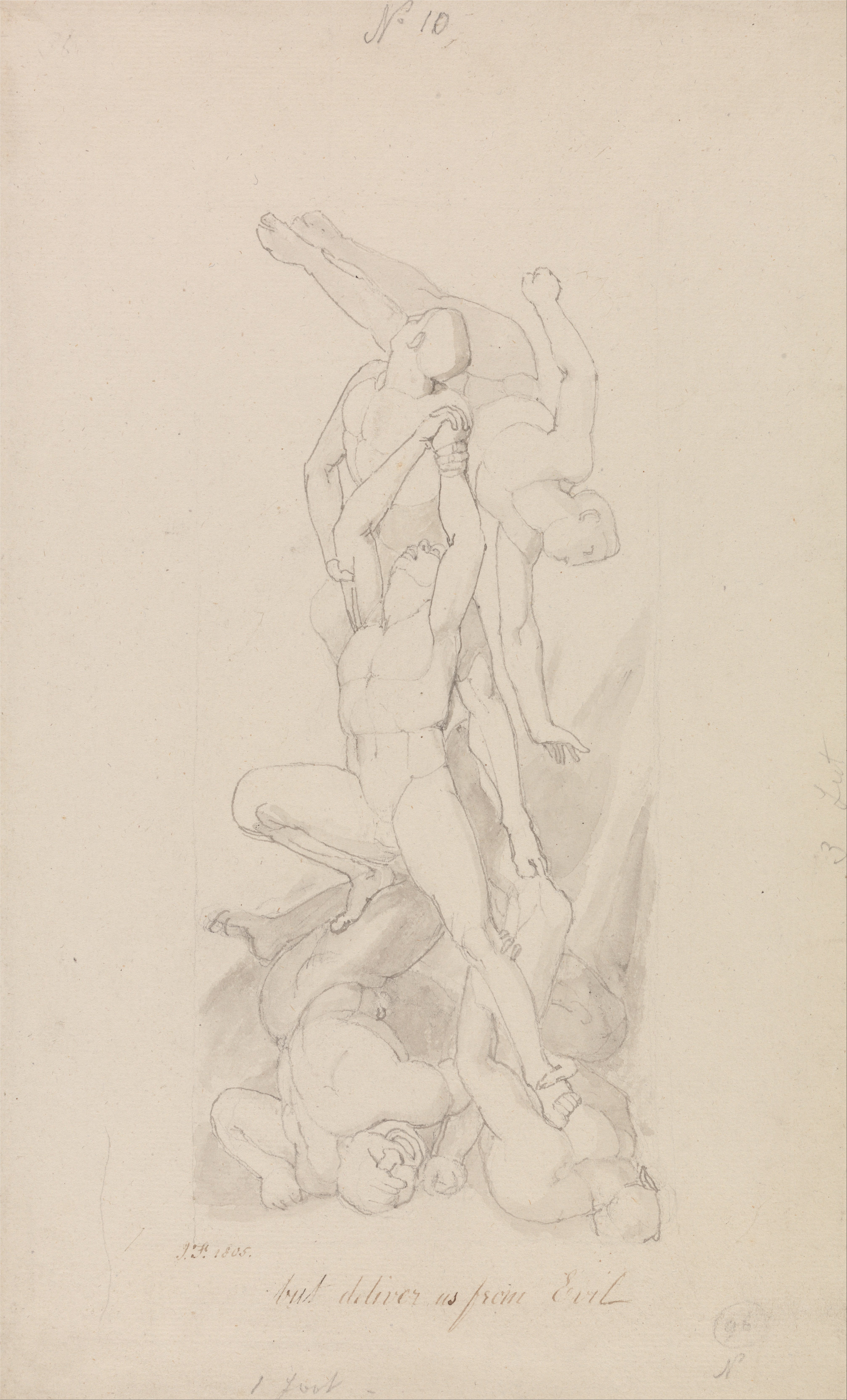
But Deliver Us From Evil (1805, Yale Center for British Art, New Haven, Connecticut)
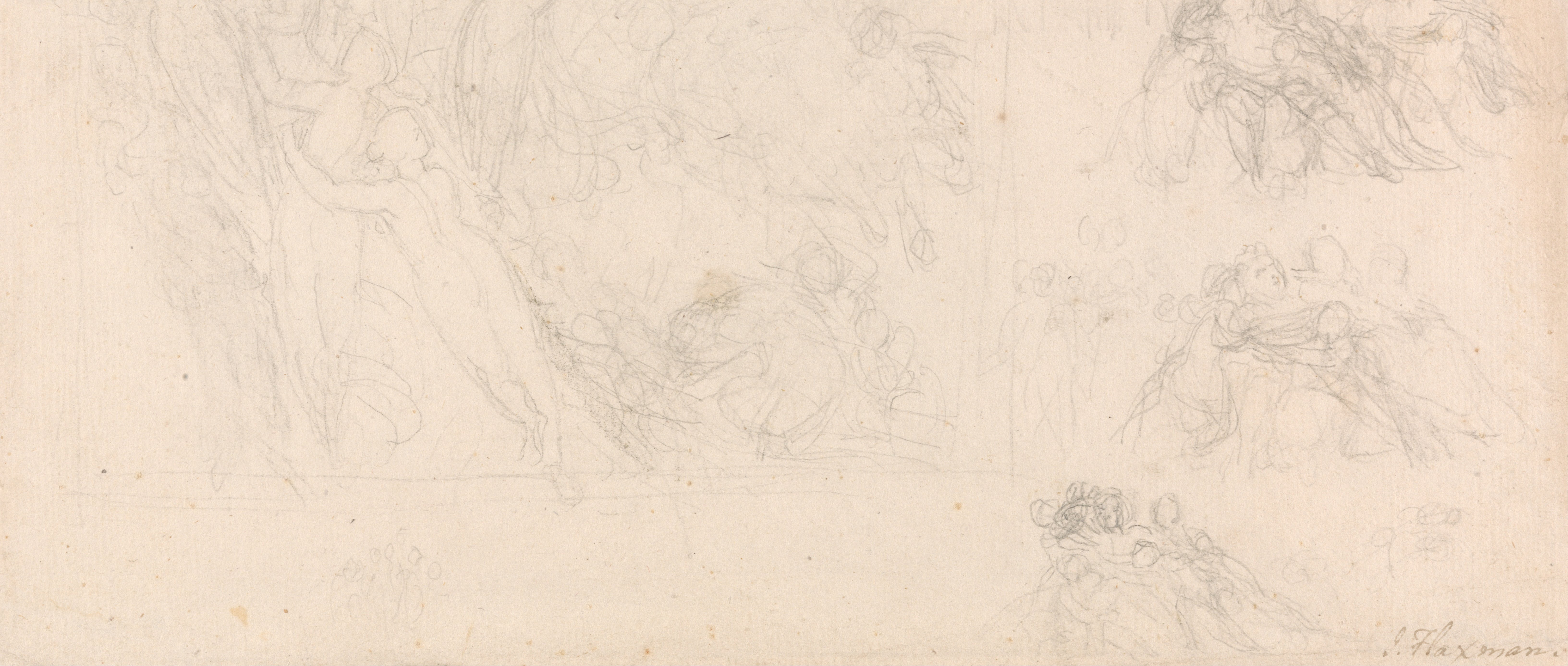
Sheet of Figure Studies for The Odyssey (Yale Center for British Art, New Haven, Connecticut)
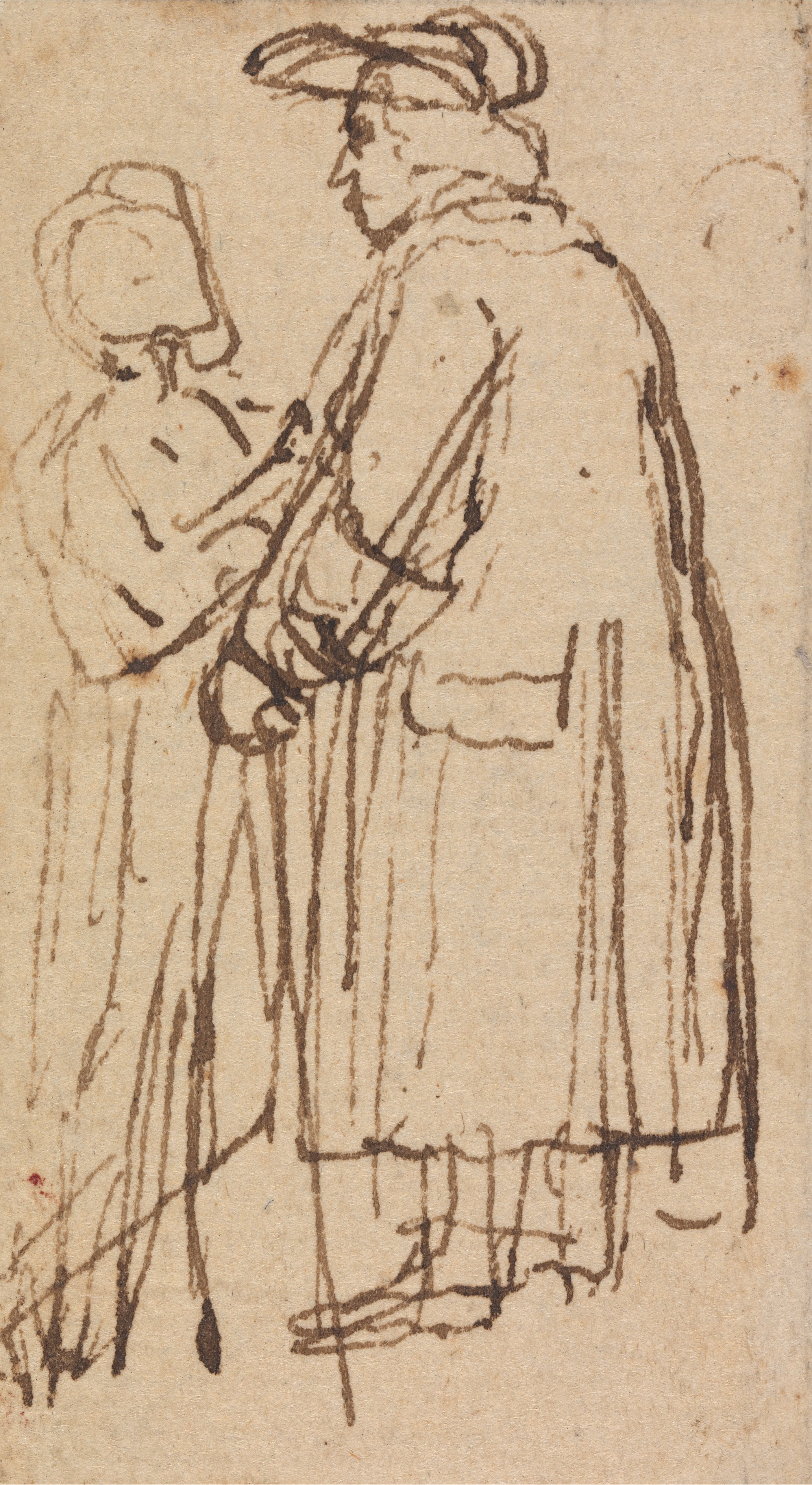
Estudi d'un cavaller, anomenat Dr. Johnson (Yale Center for British Art, New Haven, Connecticut)
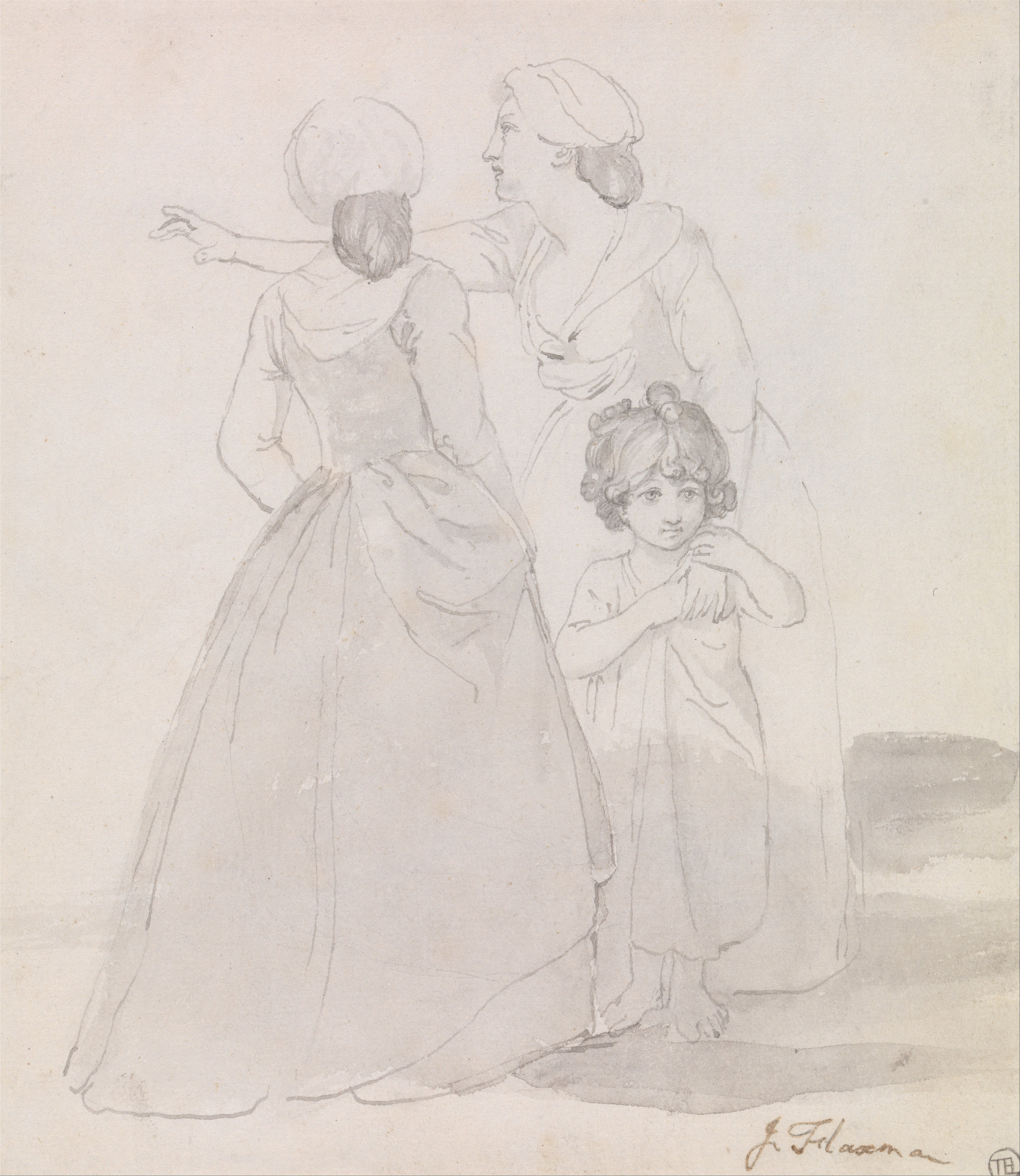
Dues dones i un nen (Yale Center for British Art, New Haven, Connecticut)
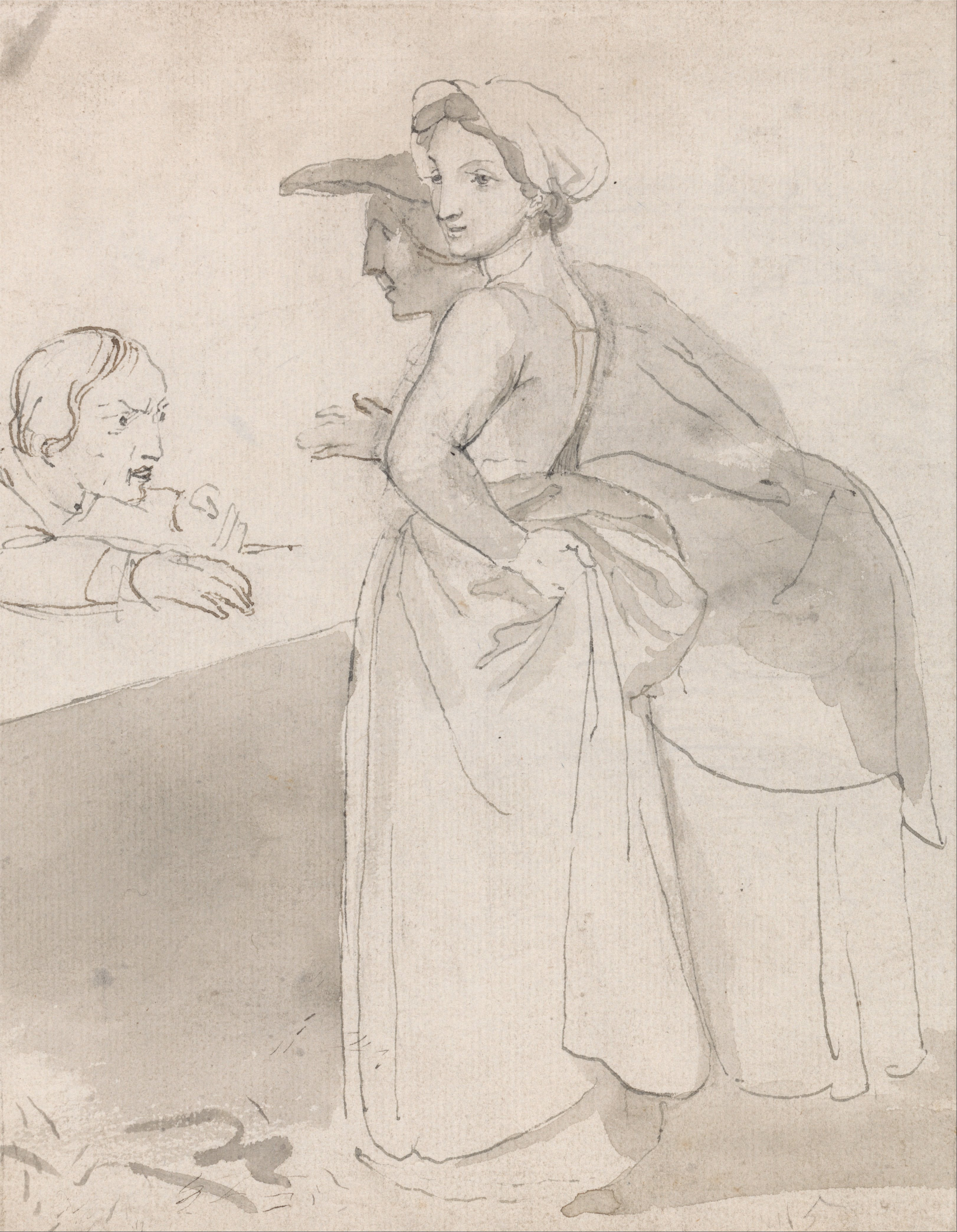
Dues dones parlant amb un home en un taulell (Yale Center for British Art, New Haven, Connecticut)
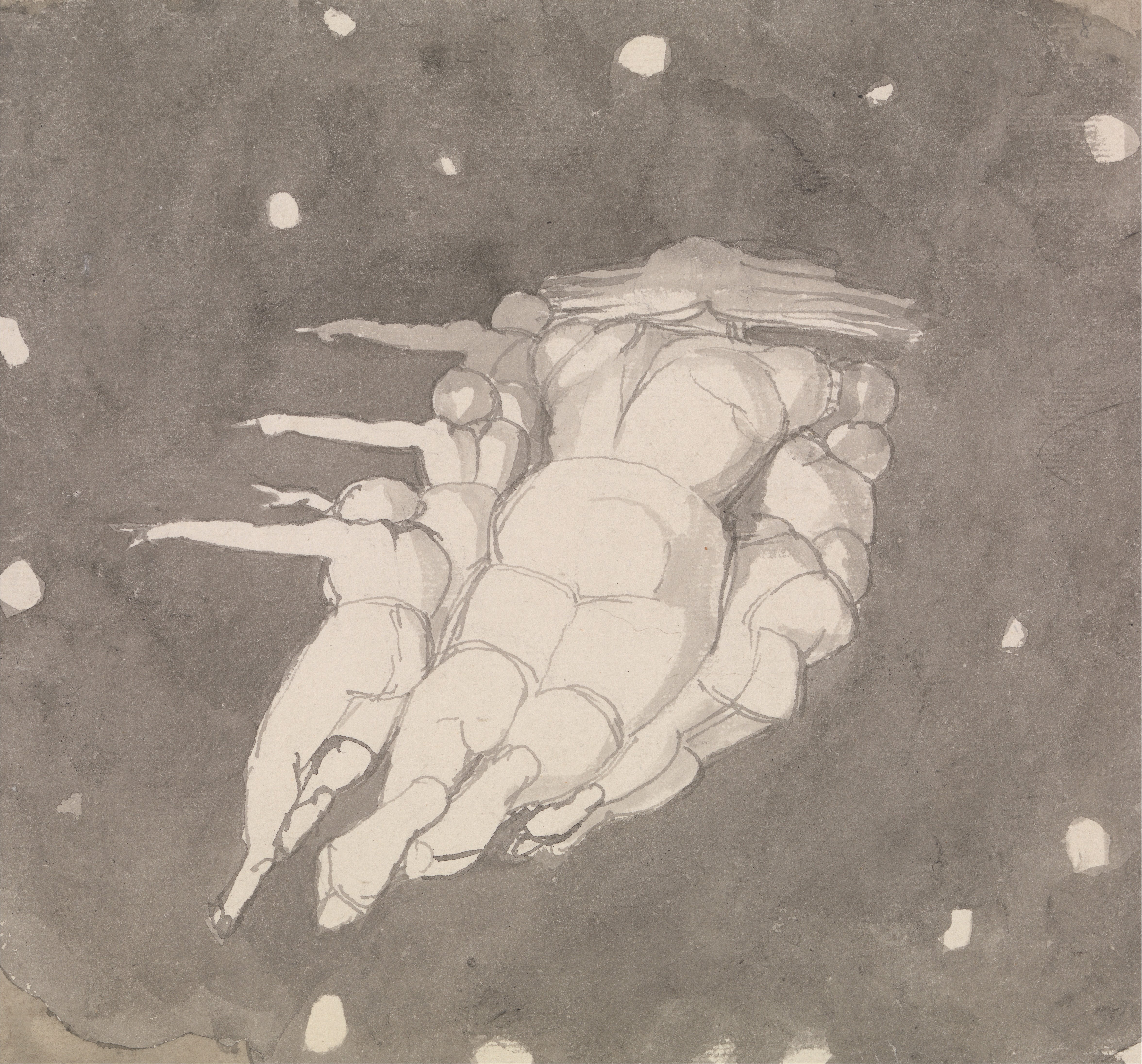
La creació del cel (cap al 1790, Yale Center for British Art, New Haven, Connecticut)